# Kim Xương, Tô Châu
Kim Xương (tiếng Trung: 金閶區, Hán Việt: Kim Xương khu) là một khu cũ của thành phố Tô Châu (苏州市), tỉnh Giang Tô, Cộng hòa Nhân dân Trung Hoa. Quận Kim Xươngcó diện tích 35,7 km2, dân số năm 2001 là 250.000 người. Quận Kim Xương có các đơn vị hành chính gồm 5 nhai đạo. Từ tháng 9 năm 2012, Kim Xương cùng với Bình Giang và Thương Lãng sáp nhập lại thành Cô Tô.